# Macrococculus
Macrococculus é um género botânico pertencente à família Menispermaceae.

## Espécies
- Macrococculus pomiferus
- Macrococculus tympanopodus

1. ↑  «Macrococculus — World Flora Online». www.worldfloraonline.org. Consultado em 19 de agosto de 2020